# بيركهولدرية استوائية
بيركهولدرية إستوائية (الاسم العلمي: Burkholderia tropica) هي نوع من البكتيريا، سلبية الغرام، تتبع جنس البيركهولدرية.